# Kasselaid
Kasselaid je nenaseljeni estonski otočić u Riškom zaljevu, oko 300 m istočno od otoka Abruka. Površine je 49,92 ha. Administrativno pripada selu Abruka u župi Saaremaa, okrug Saare. Otok je dio prirodnog rezervata Abruka.